# Kościół Matki Boskiej Śnieżnej w Kotliskach
Kościół Matki Boskiej Śnieżnej w Kotliskach – zabytkowy, rzymskokatolicki kościół parafialny w Kotliskach w województwie dolnośląskim, powiecie lwóweckim, gminie Lwówek Śląski. Wznoszony w latach 1910-1911 w stylu neoromańskim. Świątynia należy do dekanatu Nowogrodziec diecezji legnickiej.

## Informacje
Kościół zlokalizowany jest w centrum wsi, około 100 metrów od drogi powiatowej do kolonii Kogutów i około 300 metrów na południowy zachód od nieużytkowanego obecnie kościoła św. Mikołaja. Budynek otoczony jest działką ogrodzoną drewnianym płotem sztachetowym z kamiennymi słupami; od strony zachodniej ogrodzenie uzupełnione jest siatką. W obrębie działki rosną pojedyncze drzewa, a najbliższy budynek mieszkalny znajduje się w północno-zachodnim narożu za ogrodzeniem.
Kościół został wzniesiony w 1911 jako świątynia protestancka, co sugerują m.in. jego układ przestrzenny i obecność empor, w miejscu drewnianego zboru. Funkcjonował pod nazwą (niem.) Neue evangelische Kirche. Po zakończeniu II wojny światowej, w 1945 roku, kościół został przejęty przez kościół rzymskokatolicki i od tego czasu nieprzerwanie służy katolickiej wspólnocie wiernych. W 1972 świątynię wyremontowano. W latach 90. odkryto i konserwowano stare polichromie. W ostatnich latach, w ramach rządowych programów odbudowy zabytków, kościół i jego wyposażenie są sukcesywnie remontowane.

### Struktura
Kościół wzniesiono na fundamentach z kamienia łupanego, a ściany wykonano z kamienia i pokryto tynkiem. Pierwsza kondygnacja wieży również zbudowana została z kamienia ułożonego w technice rustykalnej. Górna część wieży, od strony południowej, zbudowana jest w konstrukcji ryglowej, z cegłą wypełniającą międzyryglowe pola. Pozostałe ściany pokryte są łupkiem. Naroża budynku oraz obramienia okien i drzwi wykonano z granitu, z dekoracyjnymi kolumienkami.
Kościół posiada klasyczną, jednonawową bryłę z emporą we wnętrzu, z prostokątnym prezbiterium z wielobocznie zakończoną absydą, kwadratową wieżą przy ścianie południowej zwieńczoną ostrosłupowym hełmem i wejściem głównym w przyziemiu. Więźba dachowa jest zróżnicowana: nad nawą dach krokwiowo-wieszarowy z jedną jętką, nad aneksem – stolcowa, a nad wieżą – słupowo-zastrzałowa. Dachy korpusu, zakrystii i przedsionka pokryte są dachówką karpiówką w łuskę, natomiast wieża – blachą. Schody kościoła wykonano z granitowych bloków; prowadzą do wejść od południa i zachodu oraz na wieżę.
Główne wejścia od zachodu i południa mają formę dwuskrzydłowych drzwi płycinowych. Z przedsionka do nawy prowadzą przeszklone drzwi płycinowe z nadświetlami o promienistym układzie szczeblin. Okna świątyni osadzono w kamiennych węgarach, przeważnie zamknięto łukiem pełnym. Okna w aneksie mają formę prostokątną i osadzone są w metalowych ramach.

### Wnętrze
Wnętrze nawy nakryte jest drewnianym stropem krążynowym z widocznymi belkami. W kruchcie znajduje się sklepienie kolebkowe, natomiast w zakrystii, pod chórem muzycznym oraz w aneksie – stropy belkowe z podsufitką.
Empory – boczna (od strony południowej) i organowa – są drewniane, o konstrukcji wspartej na słupach. Balustrady empor wykonano w konstrukcji ramowo-płycinowej.
Ściany wnętrza wyłożone są drewnianą, brązową boazerią. Posadzka w nawie wykonana jest z płyt kamiennych, natomiast w aneksie i na chórze znajduje się podłoga z desek.
Część wyposażenia przeniesiona z kościoła św. Mikołaja, obecnie we wnętrzu zachowały się m.in.: ołtarz, ambona, kamienna chrzcielnica i prospekt organowy.